# Joan Arnau Pàmies
Joan Arnau Pàmies (Reus, 1988) és un compositor, improvisador i pianista de formació català. La seva obra explora els mecanismes que neixen de les relacions entre text i notació, el procés d'interpretació i el so resultant, basant-se en la idea essencial que composició i interpretació són activitats categòricament diferents. Les seves investigacions més recents s'enfoquen cap al desenvolupament i perfeccionament d'un tipus de notació no convencional, de cara a obrir noves possibilitats interpretatives.

## Biografia
Format als conservatoris de Reus i Vila-seca i a L'Aula de Jazz i Música Moderna del Conservatori del Liceu, el 2007 es trasllada a Boston, Massachusetts, on va estudiar composició amb John Heiss i Stratis Minakakis al New England Conservatory of Music. Des de la tardor de 2011 resideix a Chicago, Illinois on cursa estudis de doctorat (Doctor of Musical Arts) a la Northwestern University.
La major part de la seva producció està escrita per a conjunts instrumentals i vocals de menys de vuit intèrprets, ja que l'autor prioritza el treball directe amb l'intèrpret, per tal de crear un sistema col·lectivista de creació. Més que expressar una idea musical prèviament establerta, Pàmies considera que la feina entre intèrpret i compositor esdevé el detonant d'una estètica en constant transformació.
Entre les seves col·laboracions a llarg termini destaquen les establertes amb la contrabaixista Kathryn Schulmeister, per a qui ha escrit les obres postludes (hommage à A. W.) (2010), [d(k_s)b] (2011) i [k(d_b)s] (2013); el trombonista quebequès Felix del Tredici, a qui va escriure l'obra de 25 minuts de durada [5(bt)_6(db)] (2011-12) i el clarinetista i saxofonista Markus Wenninger, a qui dedicà [VIsi-klIXvlc] (2012), per a clarinet en Mi bemoll i violoncel.
Altres obres rellevants són [4v4l2nac] (2011) per a quartet de corda, escrita per al JACK Quartet i presentada a Darmstadt el 2012 per l'Arditti Quartet; [IVflbclVIvln/c] (2012) per a flauta, clarinet baix, violí i violoncel, escrita per a l'ensemble de música contemporània de Moscou (MACM) que la va interpretar a les ciutats de Chaikovsky, Perm i Moscou el setembre de 2012; [IVsaxVIvlc]^[III(bflbclvln/a)] (2012), per a duo de saxòfon sopranino i violoncel i ensemble acompanyant, escrita per a l'Ensemble Dal Niente i estrenada a Evanston, Illinois l'abril de 2013, i [V(fl.ob.vln/c)IIIkl] (2013), per a flauta, oboè, violí, violoncel i piano, que l'ensemble recherche estrenà a Evanston el novembre de 2013. El novembre de 2013, va ser un dels compositors escollits per a mostrar la nova creació catalana al Festival de Música Contemporània d'Huddersfield, amb el suport de l'Institut Ramon Llull.
Treballs de més recent factura són [VItbn]^4 (o quatre panells per a trombó sol) (2013), estrenada pel trombonista William Lang el febrer de 2014 al DiMenna Center de Nova York i per ser plagat de ta dolça ferida, per a veu, clarinet baix, trompeta i trombó sobre textos d'Ausiàs March, que la formació novaiorquesa loadbang estrenarà el 28 de març.
Durant el mes d'abril de 2014, Joan Arnau Pàmies va ser compositor resident del MATA Festival de Nova York, en el decurs del qual el grup finès Uusinta Chamber Ensemble va estrenar [IVflbclVIvln/c] per a flauta, clarinet baix, violí i violoncel. Pel mes de maig també està previst l'estrena, al Berger Park Cultural Center de Chicago, de PALIMPSESTUS (2013), per a soprano, contrabaix i percussió, a càrrec del Fonema Consort.
És cofundador del col·lectiu Miiryn, amb el qual ha organitzat diversos esdeveniments artístics a Boston, Montreal, Nova York i Barcelona, i és autor de Noise-Interstate(s): toward a subtextual formalization, un assaig publicat en el context del llibre Noise In And As Music, publicat per la Universitat de Huddersfield al Regne Unit. També ha dictat conferències sobre la seva obra a les universitats de Columbia, Goldsmiths, Londres i Huddersfield.